# Madeira Criterium
Le Madeira Criterium est une course cycliste américaine disputée à Madeira, dans l'État de l'Ohio. Elle est ouverte aux amateurs et aux professionnels.
La compétition comprend également une course à pied à son programme pour les marcheurs.

## Palmarès

### Élites Hommes
| Année     | Vainqueur        | Deuxième           | Troisième         |
| --------- | ---------------- | ------------------ | ----------------- |
| 2010      | Isaac Howe       | Marco Aledia       | Emile Abraham     |
| 2011      | Clay Murfet      | Eric Schildge (de) | Guido Palma       |
| 2012      | Luke Keough      | Ryan Aitcheson     | Demis Alemán (de) |
| 2013      | Rubén Companioni | Chad Burdzilauskas | Jared Babik       |
| 2014      | Juan José Haedo  | Christian Grasmann | Johnathan Freter  |
| 2015      | Bobby Lea        | Martin Reinert     | Marcel Kalz       |
| 2016      | Stephen Hall     | Ben Schmutte       | Ryan Knapp        |
| 2017      | Jack McCann      | Matthew Salpietro  | Ben Renkema       |
| 2018      | Ryan Knapp       | Chris Uberti       | Andrew Dillman    |
| 2019      | Frank Travieso   | Hogan Sills        | Andrew Dillman    |
| 2020-2021 | Pas organisé     | Pas organisé       | Pas organisé      |
| 2022      | Kein Denzler     | Michael Pincus     | Gavin Goode       |

### Élites Femmes
| Année     | Vainqueur         | Deuxième          | Troisième                 |
| --------- | ----------------- | ----------------- | ------------------------- |
| 2010      | Patricia Buerkle  | Jane Evely        | Christy Blakely           |
| 2011      | Kacey Manderfield | Jane Weakley      | Elaine Schaaf             |
| 2012      | Morgan Patton     | Christy Blakely   | Debbie Milne              |
| 2013      | Emily Palmer      | Nikki Ditsch      | Stephanie Breslin de Sosa |
| 2014      | Debbie Milne      | Briana Kovac      | Tate Devlin               |
| 2015      | Sierra Siebenlist | Kristen Arnold    | Tate Devlin               |
| 2016      | Debbie Milne      | Sierra Siebenlist | Rachel Langdon            |
| 2017      | Rachel Metherd    | Loren Morgan      | Victoria Steen            |
| 2018      | Madison Kriek     | Kelsey Devereaux  | Cj. Dillman               |
| 2019      | Tabitha Sherwood  | Katy Lobeda       | Kelsey Devereaux          |
| 2020-2021 | Pas organisé      | Pas organisé      | Pas organisé              |
| 2022      | Leigh Dukeman     | Erika Wilson      | Jess Hamilton             |